# Juju

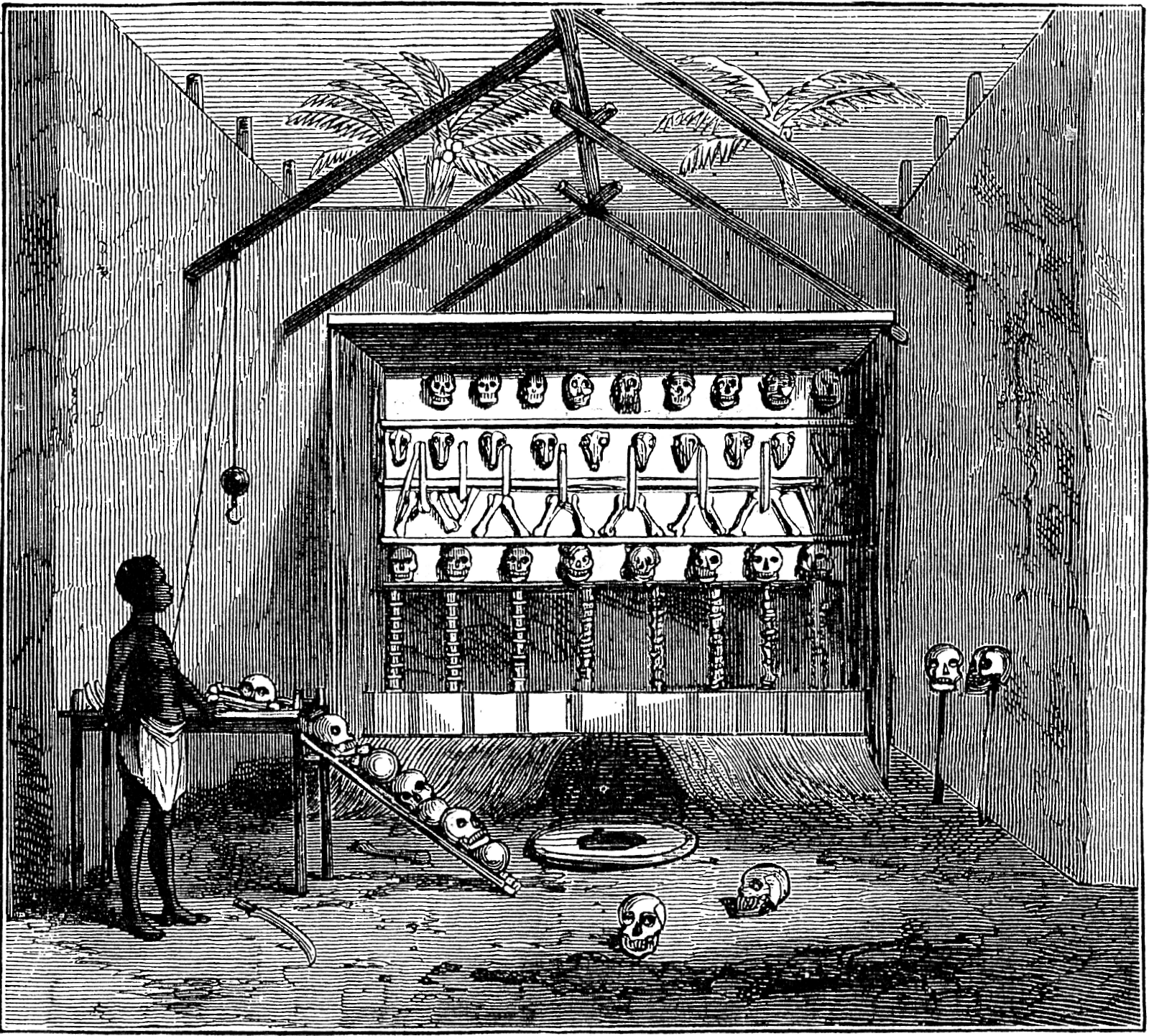
Wiktoriańska ilustracja "Domu Juju" przedstawiająca obiekty kultu.

Juju (lub Ju-Ju, czyt. "dżudżu") – termin pochodzenia zachodnioafrykańskiego lub francuskiego używany przez europejskich kolonizatorów na określenie tradycyjnych wierzeń ludów afrykańskich. Termin ten odnosi się zarówno do religii, rozmaitych praktyk jak i samych obiektów kultu oraz związanych z nimi nadnaturalnych mocy.
Wierzenia Juju obejmują używanie amuletów oraz innych przedmiotów totemicznych celem ochrony przed złymi mocami. Zakładają również rytualne zakazy i nakazy (analogicznie do polinezyjskiego "tabu").
Religia juju przywędrowała do Ameryki wraz z afrykańskimi niewolnikami. Jest obecna nadal wśród niektórych Afroamerykanów, którzy zdecydowali się kontynuować tradycyjne wierzenia. Dotyczy to szczególnie potomków Maronów.